# Georges Teste

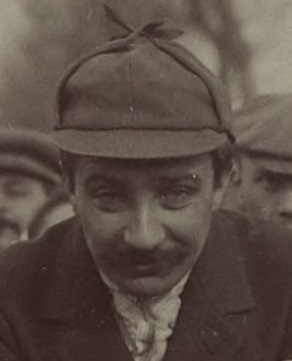
Georges Teste (1899)

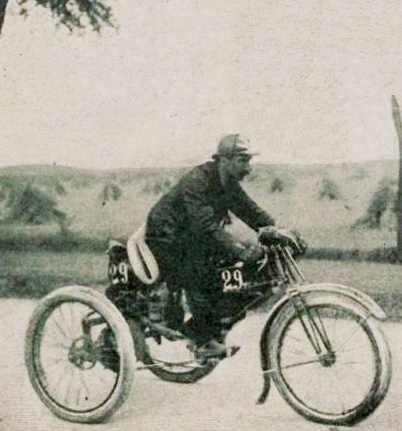
Teste auf seinem De-Dion-Bouton-Tricycle während des Rennens Paris–Toulouse–Paris 1900

Georges Teste (* 1874 in Pacy-sur-Eure; † unbekannt) war ein französischer Motorrad- und Automobilrennfahrer.
Teste zählt zu den Pionieren des Motorradsports – unter dem Begriff Motocyclette (heute Motorrad) wurden um die Wende vom 19. zum 20. Jahrhundert sowohl einspurige, zweirädrige Fahrzeuge – Motorräder – als auch mehrspurige, dreirädrige Tricycles und vierrädrige Quadricycles zusammengefasst.

## Werdegang
Im Juli 1897 belegte Teste beim Rennen Paris–Dieppe in der Klasse Motocyclettes & Tricycles auf einem De-Dion-Bouton-Tricycle den achten Rang. Wenige Wochen später wurde er bei Paris–Trouville Zweiter in der Klasse der Tricycles. 1898 erreichte er beim über sieben Tage ausgetragenen Rennen Paris–Amsterdam–Paris als Vierter das Ziel.
Im März 1899 gewann Teste auf De Dion-Bouton das Rennen Nizza–Castellane–Nizza in der Tricycle-Kategorie. Wenig später siegte er auch beim für Tricycles ausgeschriebenen Rennen Étampes–Chartres–Ablis. Im Mai 1899 wurde er beim über 565 km führenden, an einem Tag ausgetragenen Rennen Paris–Bordeaux hinter Pierre Bardin Zweiter. Bei der Tour de France für Automobile zwischen dem 16. und 24. Juli, bei der als Rundfahrt von Paris über Vichy und Nantes zurück nach Paris etwa 2200 km zurückgelegt wurden, gewann der die Klasse Motocyclettes & Tricycles. Außerdem war er Ende August bei Paris–Trouville siegreich.
Im Jahr 1900 nahm Teste am Rennen Paris–Toulouse–Paris teil, das zu den als Demonstrationssportart ausgetragenen Motorradwettkämpfen der Olympischen Sommerspiele in Paris zählte, jedoch kein durch das Internationale Olympische Komitees (IOC) anerkannter offizieller Bestandteil der Spiele war. Teste absolvierte die etwa 1400 km lange Strecke auf einem De-Dion-Bouton-Tricycle in knapp 24 Stunden und gewann das Rennen mit fast dreieinhalb Stunden Vorsprung auf den zweitplatzierten Victor Collignon. Er erhielt ein Preisgeld von 2.000 Francs und eine Goldmedaille für seinen Sieg. Während des Rennens hatten zeitweise Temperaturen von bis zu 40 °C geherrscht. Außerdem trat er bei den Olympischen Spielen auch in den ebenfalls als Demonstrationssportart ausgetragenen Motorbootwettkämpfen teil und errang zusammen mit George Pitre in der Klasse bis 6,50 m (Ausdauer) vor Jules Valton den Sieg.
Am 29. Mai 1901 gewann Teste auf De Dion-Bouton das über 557 km führende Rennen von Paris nach Bordeaux in der Kategorie der Motocyclettes und Tricycles. Danach sind startete er bis einschließlich 1906 als Werksfahrer für Panhard & Levassor in der Automobilkategorie. Er nahm an zahlreichen Rennen teil, darunter die großen Stadt-zu-Stadt-Rennen Paris–Berlin 1901, Paris–Wien 1902 und Paris–Madrid 1903. Im Jahr 1904 wurde Teste nach etwa fünfeinhalb Stunden Fahrzeit mit nur 55 Sekunden Rückstand auf seinen Teamkollegen George Heath Zweiter beim Circuit des Ardennes um Bastogne in Belgien. Hinter Vincenzo Lancia (Fiat) belegte er außerdem bei der Coppa Florio um Brescia und beim Bergrennen Coppa della Consuma in Italien ebenfalls jeweils den zweiten Rang. Beim Vanderbilt Cup im Oktober 1904 auf Long Island in den Vereinigten Staaten gelang Teste die schnellste Rennrunde, das Rennen beendete er wegen eines Zylinderschadens allerdings nicht. Beim Großen Preis von Frankreich 1906 in Le Mans schied Teste etwa bei Rennmitte nach einem Unfall aus.
Über sein weiteres Leben ist nichts bekannt.